# Roland Van Campenhout
Roland Van Campenhout of kortweg Roland (Boom, 25 juli 1944) is een Vlaamse bluesmuzikant.

## Biografie

### Jeugd en jaren '60
Roland groeide op in de steenbakkerij-omgeving van de Rupelstreek. Zijn vader, een jazzmuzikant (saxofonist), verdronk voor zijn ogen toen hij amper vijf jaar oud was. De moeder van Roland begon daarna een nieuwe relatie, maar het boterde niet met zijn stiefvader. Op zijn veertiende trok Roland dan ook al het huis uit om in Antwerpen te gaan wonen waar hij tal van jobs deed. Via de platencollectie van zijn vader en de literatuur (Jack Kerouac) raakte Roland gefascineerd door jazz en later blues, maar het ging tot zijn twintigste duren alvorens hij zich effectief op muziek zou toeleggen. Verwoed begon hij gitaar te leren spelen en kwam zo terecht in de skifflegroep The William & Roland Skiffle Group. Vanaf 1967 werkte hij samen met het folkduo Miek en Roel, dat op zoek was naar een begeleidingsgitarist. De samenwerking duurde slechts twee jaren, waarna Roland zich op zijn solocarrière toelegde.
In 1968 richtte Roland de eerste "Roland and his Blues Workshop" op, een samenraapsel van gastmuzikanten waarvan de bezetting regelmatig wijzigde. In 1969 boorde hij definitief een ander genre aan: blues, al zou hij zich tijdens zijn carrière ook met andere stijlen zoals country, wereldmuziek, folk, rock, etc. bezighouden. Roland ontdekte het genre toen hij in dat decennium John Lee Hooker zag optreden in café De Muze in Antwerpen. Hij brak door tijdens Jazz Bilzen, waar hij zijn reputatie als live-artiest vestigde. Eind jaren zestig besloot Roland in Gent te gaan leven.

### Jaren '70
Tijdens de jaren zeventig werd Roland lid van Rory Gallaghers band en toerde de hele wereld rond, zelfs tot in Singapore. Met Rory Gallagher had hij altijd een bijzondere band, tot diens dood in 1995. Tot op de dag van vandaag is hij goed bevriend met diens broer, Dónal Gallagher. Verder trad Roland ook op met Tim Hardin, Leo Kottke en Ian Anderson. Op die manier bouwde hij een reputatie op van zwervende muzikant die van café naar café trekt. Sinds de geboorte van zijn dochter doet hij het rustiger aan.

### Jaren '80
Na twintig jaar in het bluescircuit te hebben gewerkt, waar de verdiensten zeer bescheiden waren, wilde Roland een andere muzikale richting inslaan om  zijn talenten eindelijk eens te verzilveren. In 1985 vroeg hij zijn vriend Jean Blaute om een commerciële plaat te produceren en dus kwam een poppy album "76 cm per second" uit, waarop hits als "Fish on the hook" en "Cruising down on main street" stonden.
Het is het begin van een verkenningstocht naar verschillende muzikale genres, waarbij hij met de meest uiteenlopende artiesten ging samenwerken.

### Jaren '90
Ook zijn samenwerking met Arno Hintjens als het nevenproject "Charles et les Lulus" (1990-1991) bleek bijzonder succesvol. Het deed veel om Rolands bekendheid aan een nieuw en ander publiek door te geven. Roland speelde hierna op de debuutplaat van Marie-Laure Béraud, Arno's vriendin. In 1993 zong Arno ook de track "Les Femmes" op Rolands album "Little Sweet Taste". Datzelfde jaar produceerde Roland Pieter-Jan De Smets plaat, "Antidote" en verzorgde de soundtrack van Marc Diddens film "Mannen maken plannen".
Roland vertolkte Johan Verminnens nummer "Rue des Bouchers" op het eerbetoon "Spelers & Drinkers".
In 1998 interviewde Roland zijn idool John Lee Hooker. Een jaar later nam hij een cd op met Neeka en trad ook een poos met haar op. Dat jaar kreeg hij ook de Lifetime achievement-prijs bij de ZAMU Awards.

### Jaren 2000
In 2000 trad Roland samen op met Wannes Van de Velde met wie hij eigen nummers speelde en hij ook Bob Dylan vertolkte.
In 2001 speelde hij samen met de bluesgroep El Fish.
In 2003 ondernam hij samen met Jean Blaute en Paul Michiels, een succesvolle theatertournee.
In 2005, toen hij zestig werd en zijn veertigjarige carrière vierde, ontving hij van het ministerie van Cultuur een speciaal verguld beeld met inscriptie. Datzelfde jaar kreeg hij op 20 augustus de derde straat in de SIM-route, de Roland Van Campenhouts Brick Road, aan de Steenovens in Sint-Amands. Er prijkt een blauw straatnaambord en een geschilderd portret van Robert De Keersmaecker.
In 2006 trad Roland op tijdens de 0110-concerten voor verdraagzaamheid.
In 2008 nam hij met Admiral Freebee het album Never Enough op, waarvoor hij een jaar later een Music Industry Award ontving in de categorie Beste Artwork.
In de herfst van 2010 ging hij op Country Ladies - A tribute-tournee langs de Vlaamse cultuurcentra met Nathalie Delcroix, Eva De Roovere en Tine Reymer als country ladies, en bracht hij 'Fortune cookie' uit, een album met het trio Roland Van Campenhout/Steven Debruyn/Tony Gyselinck. Het trio speelde ook een Radio 1 Sessie die later naar aanleiding van Record Store Day op plaat werd uitgebracht.
In 2011 en 2012 toerde hij als muzikant met het dansgezelschap Ultima Vez in het gezelschap van gitarist Elko Blijweert en drummer Jeroen Stevens. Eerst voor de kortlopende voorstelling IT 3.0 (met choreograaf Sidi Larbi Cherkaoui), later voor de voorstelling  Oedipus/Bêt Noir, gebaseerd op een tekst van Jan Decorte. In dit laatste stuk vertolkte Roland ook een kleine rol (Laios, vader van Oedipus).
Via Ultima Vez leerde hij gitarist Mauro Pawlowski beter kennen. In 2013 namen ze samen het album New Found Sacred Ground op, waaraan onder anderen The Black Box Revelation meewerkte.
Op 5 februari 2015 werd Roland opgenomen in de Radio 2 eregalerij vanwege een levenslange carrière in de muziekindustrie.
Op 28 maart 2025 won Roland de Belgian Blues Award in de categorie 'artist'. Dit is een lifetime achievement award voor een Belgische bluesartiest wiens volledige carrière België op de blueskaart heeft gezet en die representatief is voor waar België op vlak van blues voor staat. Het is de meest prestigieuze prijs voor Belgische bluesartiesten.

## Discografie

### Albums
- Folksongs from a non-existing land (2018)
- New found sacred ground (2013)
- Dah Blues Iz-A Coming (22-01-2013)
- Parcours (compilatie-2009)
- Never Enough (2008)
- The great atomic power (2005)
- Lime & Coconut (2003)
- Waterbottle (samen met El Fish, 2001)
- Nomaden van de Muziek (samen met Wannes Van de Velde, 2000)
- Waltz... (1999)
- 50 (1994)
- Little sweet taste (1994)
- Mannen maken plannen - soundtrack (1993)
- Last letter home (1992)
- Roland & friends - live (1990)
- Hole in your soul (1990)
- The last tribe (1990)
- Good as bad can be (1989)
- 76 Centimeters per second (1985)
- Snowblind (1981)
- Movin' on (1975)
- Live (1974)
- One step at a time (1972)
- A tune for You (1971)

### Singles
- The Truth (2005)
- Bird in my pyjamas (2004)
- Lime in the coconut (2003)
- Plastic Jezus (1999)
- Hash Bamboo Shuffle (1998)
- Down along the cove (1998)
- Little sweet taste (1994)
- Don't this road look rough and rocky (1992)
- A man needs a plan (1992)
- Last letter home (1992)
- I'll give all I've got (1989)
- C'est si bon (1988)
- Fish on the hook (1985)
- Cruising down on mainstreet (1985)
- Chain gang (1983)
- Le Brabant sonne (1980)
- Buddy is holly (1971)
- Your trip is not like mine (1968)

### Best Of
- Day by day - Blow by blow (1994)